# Ксения (Чернега)
Игу́мения Ксе́ния (в миру Окса́на Алекса́ндровна Черне́га; род. 1 мая 1971, Москва) — игуменья Русской православной церкви, Руководитель Правового управления Московской патриархии, член Высшего церковного совета Русской православной церкви.

## Биография
В 1993 году окончила Московскую государственную юридическую академию по специальности «Правоведение».
В 1993—1997 годах работала юристом предприятия религиозной организации «Юридическая служба». В 1997—1998 годах преподаватель кафедры гражданско-правовых дисциплин Института защиты предпринимателя.
В 1998 году окончила аспирантуру МГЮА. В том же году защитила кандидатскую диссертацию на тему «Правовая модель благотворительности и благотворительных организаций: гражданско-правовой и социологический аспекты».
В 1998—2003 годах работала старшим преподавателем кафедры гражданского права Московской государственной юридической академии.
В 2003—2010 годах профессор кафедры гражданского права и процесса юридического факультета Академии труда и социальных отношений.
В 2004 году была приглашена Патриархом Московским и всея Руси Алексием II на должность юрисконсульта Московской Патриархии.
26 августа 2009 года Патриархом Кириллом пострижена в рясофор (иночество) с именем Ксения в честь святой благоверной княгини Ксении Тверской. Назначена старшей сестрой монашеской общины при приходе храма Всех святых бывшего Ново-Алексеевского монастыря города Москвы.
С 2010 года профессор кафедры гражданско-правовых дисциплин Московской академии экономики и права.
С 2010 года профессор кафедры гражданского права и процесса Российского православного университета.
С 2010 года руководитель Правового управления Московской патриархии.
16 июля 2013 года Священным синодом назначена игуменьей возрождённого Алексеевского ставропигиального женского монастыря города Москвы.
23 декабря 2013 года в домовом храме Патриаршей резиденции в Даниловом монастыре Патриархом Московским и всея Руси Кириллом пострижена в монашество с именем Ксения в честь блаженной Ксении Петербургской.
30 марта 2014 года в храме Всех святых Московского Алексеевского ставропигиального женского монастыря Патриархом Кириллом возведена в сан игуменьи с возложением наперсного креста и вручением игуменского жезла.
7 сентября, 25 октября, 16 ноября, 26 декабря 2018 года и 20 марта, 17 апреля, 13 июня, 4 сентября, 26 ноября, 25 декабря 2019 года вызвалась на заседания Высшего Церковного Совета в качестве эксперта. Наконец, 25 августа 2020 года решением Священного синода Русской православной церкви включена в состав Высшего Церковного Совета. Это первый случай, когда в состав ВСЦ включена женщина
3 августа 2020 года в связи с приписанием Патриаршего подворья при храмах преподобного Алексия, человека Божия, и Воздвижения Креста Господня в Красном селе города Москвы, в дополнение к несомым послушаниям назначается исполняющей обязанности настоятельницы означенного Патриаршего подворья.
22 апреля 2021 года Патриархом Кириллом награждена медалью «Патриаршая благодарность» «во внимание к трудам на благо Святой Церкви».
16 июля 2023 года Патриарх Кирилл, посетивший Алексеевский монастырь по случаю десятилетия со дня возрождения обители, «во внимание к усердным трудам на благо Святой Церкви и в связи с 10-летием возрождения Алексеевского ставропигиального монастыря и 10-летием назначения на должность игумении настоятельница Алексеевской обители» наградил игумению Ксению (Чернегу) права ношения наперсного креста с украшениями.
19 июля 2023 года выступила на Архиерейском совещании Русской православной церкви с докладом «Об изменениях в светском законодательстве».